# Zayü

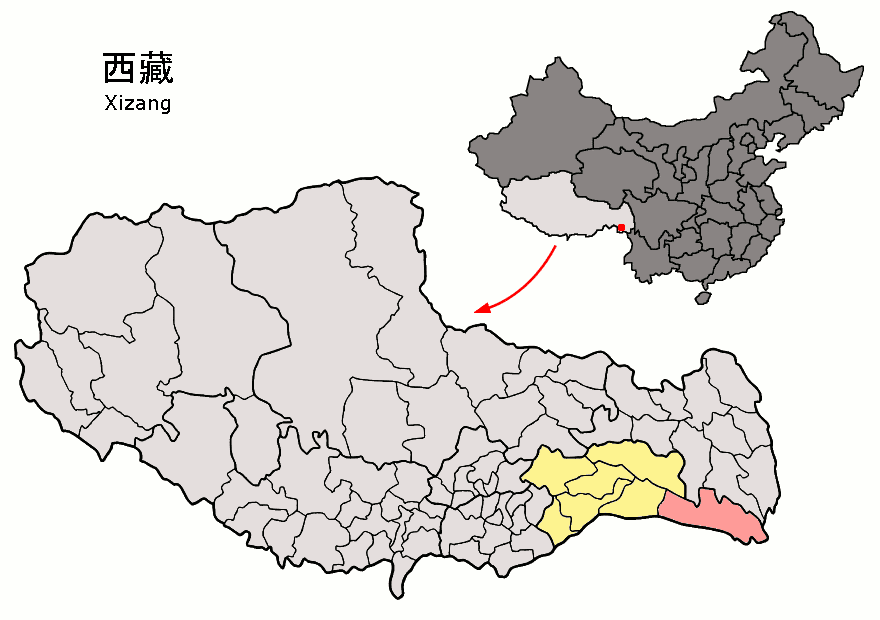
Lage des Kreises Zayü (rosa) auf dem Gebiet des Regierungsbezirks Nyingchi (gelb)

Der Kreis Zayü (tibetisch: རྫ་ཡུལ་རྫོང་, Umschrift nach Wylie: rdza yul rdzong, auch Dzayül Dzong; chinesisch 察隅县, Pinyin Cháyú Xiàn) gehört zum Verwaltungsgebiet des Regierungsbezirks Nyingchi im Südosten des chinesischen Autonomen Gebiets Tibet. Die Fläche beträgt 19.537 Quadratkilometer und die Einwohnerzahl 28.237 (Stand: Zensus 2020). 1999 zählte Zayü 25.822 Einwohner.

## Administrative Gliederung
Auf Gemeindeebene setzt sich der Kreis aus drei Großgemeinden und drei Gemeinden zusammen. Diese sind (Pinyin/chin.):
- Großgemeinde Zhuwagen 竹瓦根镇
- Großgemeinde Xia Chayu 下察隅镇
- Großgemeinde Shang Chayu 上察隅镇

- Gemeinde Guyu 古玉乡
- Gemeinde Gula 古拉乡
- Gemeinde Chawalong 察瓦龙乡